# Módulo de Comando e Serviço Apollo
Módulo de Comando e Serviço Apollo foi uma das partes da nave usada no Projeto Apollo (a outra parte era o Módulo Lunar Apollo). Ele era formado de duas partes: Módulo de Comando e Módulo de Serviço. Ambos atuam sempre em conjunto, desconectando-se apenas na reentrada na atmosfera terrestre.
O Módulo de Comando é a cápsula, ela tem o formato cônico, que os astronautas ocupavam durante a maior parte da viagem, e era a única parte que reentrava na atmosfera terrestre, caindo de paraquedas. O Módulo de Serviço, em formato cilíndrico, continha os equipamentos de manutenção de vida (como os cilindros de oxigênio) e motores. Estes dois módulos atuavam juntos, formando um conjunto cujo objetivo era manter os astronautas em segurança durante a viagem e para a reentrada na atmosfera terrestre.
Para a reentrada na atmosfera terrestre, o Módulo de Comando possuía um escudo de calor, que permitia ao veículo resistir às altas temperaturas geradas pela reentrada, e um sistema de paraquedas.
O Módulo de Comando era o centro de controle da nave Apollo e o espaço para manter os astronautas da Apollo durante as missões. Ele continha a cabine principal pressurizada, as poltronas da tripulação, o painel de instrumentos e controle, os sistemas de direção eletrônica e ótica, sistemas de comunicações, sistema de controle de ambiente, baterias, escudo térmico, sistema de controle de reação, dispositivo de acoplamento, cinco janelas e o sistema de paraquedas.
O Módulo de Serviço era a parte da espaçonave que não era pressurizada e continha as células de combustível, baterias, antena de alto ganho, radiadores, água, oxigênio, hidrogênio, sistema de controle de reação, propelente para abandonar a órbita lunar, e sistema de propulsão de serviço. Nas missões Apollo 15, Apollo 16 e Apollo 17 ele também carregou um pacote de instrumentos científicos, câmera de mapeamento e um pequeno sub-satélite para estudar a Lua.
A maior parte do Módulo de Serviço Apollo é tomada pelo propelente e o motor de foguete principal que coloca a nave na órbita lunar e depois a retorna a Terra. O motor principal é usado também para correções de curso durante a viagem para a Lua.
O Módulo de Serviço permanece acoplado ao Módulo de Comando durante toda a missão, desligando-se dele apenas para a reentrada na atmosfera terrestre (apenas o Módulo de Comando reentra).
O Módulo de Comando e Serviço Apollo foi projetado e fabricado pela "North American Aviation", uma empresa fabricante de aviões dos Estados Unidos, e que anteriormente já havia fabricado alguns aviões experimentais para a Nasa.

## Antes da Apollo
Os conceitos de uma nave espacial com tripulação avançada começaram antes do anúncio da meta de pouso na Lua. O veículo de três pessoas seria principalmente para uso orbital ao redor da Terra. Isso incluiria um grande módulo orbital auxiliar pressurizado, onde a tripulação moraria e trabalharia por semanas a fio. Eles realizariam atividades do tipo estação espacial no módulo, enquanto as versões posteriores usariam o módulo para transportar carga para as estações espaciais. A espaçonave servia ao Projeto Olympus (LORL), uma única estação espacial giratória dobrável lançada em um único Saturno V. Versões posteriores seriam usadas em voos circunlunares e seriam a base para uma espaçonave lunar de ascensão direta, bem como para uso em missões interplanetárias. No final de 1960, a NASA convocou a indústria dos Estados Unidos para propor projetos para o veículo. Em 25 de maio de 1961, o presidente John F. Kennedy anunciou a meta de pouso na Lua antes de 1970, que contornou completamente os planos da Estação Orbital Olympus da NASA.

## Histórico de desenvolvimento
Quando a NASA concedeu o contrato inicial da Apollo à North American Aviation em 28 de novembro de 1961, ainda se supunha que o pouso lunar seria realizado por ascensão direta, em vez de por encontro em órbita lunar. Portanto, o projeto prosseguiu sem um meio de acoplar o módulo de comando a um módulo de excursão lunar (LEM). Mas a mudança para o encontro da órbita lunar, além de vários obstáculos técnicos encontrados em alguns subsistemas (como o controle ambiental), logo deixou claro que seria necessário um redesenho substancial. Em 1963, a NASA decidiu que a maneira mais eficiente de manter o programa nos trilhos era prosseguir com o desenvolvimento em duas versões:
- O Bloco I continuaria com o projeto preliminar, para ser usado apenas nos primeiros voos de teste em órbita baixa da Terra;
- O Bloco II seria a versão com capacidade lunar, incluindo uma escotilha de acoplamento e incorporando redução de peso e lições aprendidas no Bloco I. O projeto detalhado da capacidade de acoplamento dependia do projeto do LEM, que foi contratado pela Grumman Engenharia de Aeronaves.

Em janeiro de 1964, a North American começou a apresentar os detalhes do projeto do Bloco II à NASA. As espaçonaves Bloco I foram usadas para todos os voos de teste do Saturno 1B e do Saturno V. Inicialmente, dois voos tripulados foram planejados, mas isso foi reduzido para um no final de 1966. Esta missão, designada AS-204, mas chamada de Apollo 1 por sua tripulação de voo, foi planejada para lançamento em 21 de fevereiro de 1967. Mas durante um ensaio geral para o no lançamento em 27 de janeiro, todos os três astronautas (Gus Grissom, Ed White e Roger Chaffee) morreram em um incêndio na cabine que revelou sérias deficiências de projeto, construção e manutenção no Bloco I, muitas das quais foram transportadas para os módulos de comando do Bloco II sendo construído na época.
Após uma investigação completa pelo Conselho de Revisão da Apollo 204, foi decidido encerrar a fase do Bloco I com tripulação e redefinir o Bloco II para incorporar as recomendações do Conselho de Revisão. O Bloco II incorporou um projeto de escudo térmico CM revisado, que foi testado nos voos sem rosca da Apollo 4 e da Apollo 6, então a primeira espaçonave do Bloco II completa voou na primeira missão tripulada, a Apollo 7.
Os dois blocos eram essencialmente semelhantes em dimensões gerais, mas várias melhorias de design resultaram na redução de peso no Bloco II. Além disso, os tanques de propelente do módulo de serviço do Bloco I eram ligeiramente maiores do que no Bloco II. A espaçonave Apollo 1 pesava aproximadamente 20 000 kg, enquanto a Apollo 7 do Bloco II pesava 16 500 kg. (Essas duas naves orbitais da Terra eram mais leves do que a nave que mais tarde foi para a Lua, pois carregavam propelente em apenas um conjunto de tanques e não carregavam a antena de banda S de alto ganho.) Nas especificações fornecidas abaixo, a menos que observado de outra forma, todos os pesos dados são para a espaçonave do Bloco II.
O custo total do CSM para o desenvolvimento e as unidades produzidas foi de US$ 36,9 bilhões de 2016, ajustados de um total nominal de US$ 3,7 bilhões usando os Índices de Inflação New Start da NASA. 